# Middle East Nonviolence and Democracy
MEND (Middle East Nonviolence and Democracy) ist eine NGO deren Ziel es ist, eine gewaltfreie palästinensische Zivilgesellschaft zu etablieren. Sie ist seit 1998 in Westjordanland und im Gaza-Streifen aktiv.

## Konzept
Mit dem Konzept des Active Nonviolence-Ansatzes verfolgt MEND das Ziel der palästinensischen Zivilgesellschaft eine Perspektive zu eröffnen Konflikte gewaltfrei zu lösen. Um solches Bewusstsein zu schaffen, versucht MEND unkonventionelle Wege zu beschreiten, dabei werden bevorzugt Bevölkerungsgruppen angesprochen die in der palästinensischen Gesellschaft in der Regel benachteiligt sind. Es werden daher gezielt Frauen und Jugendliche angesprochen.

## Projekte
Die Vereinigung versucht durch verschiedene Projekte Zugang zur palästinensischen Bevölkerung zu bekommen, dazu gehören unter anderem:
- In regelmäßig stattfindenden Workshops, die im Zuge mehrwöchigen Camps stattfinden, werden sogenannte MENDers ausgebildet. Dies sind in der Regel palästinensische Studenten, die mit dem Prinzip des Aktive Nonviolence-Ansatzes vertraut gemacht werden. Die ausgebildeten MENDers haben dann die Möglichkeit, ihr Wissen nach und nach in den regionalen Active Nonviolence Centers ihrer Heimatorte der breiten Bevölkerung weiterzugeben.[3]
- Die Organisation erstellte auf der Basis der weltweit bekannten Fernsehserie Sesamstraße Arbeitsmaterialien, die gezielt auf Kinder im Vorschulalter ausgerichtet waren. Damit wurde das Ziel verfolgt, den herrschenden Mangel an zweckmäßigem Unterrichtsmaterial für Vorschulkinder zu beseitigen.[4]
- Durch Video-Konferenzen wird MEND-Aktivisten die Möglichkeit gegeben, sich untereinander auszutauschen (Activists Talk). Der persönliche Austausch durch Besuche gestaltete sich innerhalb der palästinensischen Gebiete schwierig, da aufgrund der politischen Lage das Reisen mit erheblichem Zeitaufwand verbunden ist.[5]

## Verbreitung
Der Organisation ist seit 2002 gelungen, ein Netzwerk von Active Nonviolence Centers über das gesamte Westjordanland und Gazastreifen zu spannen. Stand 2010 sind folgende Zweigstellen aktiv:
- Ostjerusalem (Geschäftsstelle)
- Hebron
- El-Azarjeh
- Dschenin
- Jericho
- Nablus
- Qalqiliya
- Ramallah
- Tulkarm
- Gaza